# Krunk
Krunk (arm. Կռունկ, hrv. Ždral) je serija bespilotnih letjelica (UAV) koja je razvijena za potrebe armenske vojske. Riječ je o prvom dronu razvijenom i proizvedenom u Armeniji.

## Povijest
Tradicionalna azersko-armenska netrpeljivost dovela je do sukoba (Gorski Karabah, Četverodnevni rat) zbog čega su se zemlje počele naoružavati. Između ostalog, i među bespilotnim letjelicama. Tako je Azerbajdžan nabavio dronove izraelske proizvodnje (Hermes 450, Aerostar i Orbiter M) te je potpisan ugovor o kooperaciji i sastavljanju istih u Azerbajdžanu. Kasnije je potpisan novi ugovor o licencnoj proizvodnji u zemlji.
S druge strane, armenski program razvoja dronova bio je skroman. Tako je prema službenim izvorima objavljeno da je zemlja 2011. godine započela s proizvodnjom prvih vlastitih bespilotnih letjelica pod nazivom Krunk. Isti je prvi put prikazan 21. rujna 2011. tijekom vojne parade u Erevanu. Zemlja je nastavila s razvojem i proizvodnjom vlastitih dronova (X-55, Baze) ali je i uvezla bespilotne letjelice ruske proizvodnje.

## Opis
Radovi na dizajnu Krunka su započeli krajem 2000-ih usprkos činjenici da prvotni armenski stručnjaci nisu imali odgovarajuće iskustvo u proizvodnji dronova ove vrste i klase. Krunk spada u srednju klasu bespilotnih letjelica. Na njega je montirana okretna kupola unutar koje se nalazi optoelektronička kamera koja pruža točnu i preciznu sliku ciljanog područja. Letjelica je namijenjena vojsci iako ima dosta mogućnosti da se primjeni u civilne svrhe.
U slučaju da dođe do gubitka kontrole upravljanja nad letjelicom, ista se može automatski sama vratiti do točke polijetanja ili unaprijed programirane točke. Također, Krunk je opremljen i infracrvenom kamerom što omogućava promatranje noću što je posebno cijenjeno u armenskoj vojsci.

## Korisnici
- Armenija: armenska vojska kao primarni korisnik koristi petnaest Krunkova.[5]
- Danska: potpisan je ugovor o proizvodnji i izvozu deset dronova.[6] Karen Vardanyan je izjavio da izvoz u Dansku omogućava Armeniji da uđe na međunarodno tržište bespilotnih letjelica te se pronađu strani poslovni partneri.[5] Pritom je dodao da se letjelica osim u obrambene svrhe može koristiti i za potrebe policije na autocesti.[5]

## Tehničke karakteristike (Krunk)
Izvori podataka: *
Osnovne karakteristike
- posada: 0
- dužina: 3,8 m
- raspon krila: 4,32 m
- visina: 0,82 m

Letne karakteristike
- najveća brzina: 150 km/h
- ekonomska brzina: 120 km/h
- dolet: 580 km
- najveća visina leta: 5.400 m
  - propeler: 1×

## Vanjske poveznice
- Armenia Claims Its Military Produces Drones